# ديفيد جاكسون (مخرج)
ديفيد جاكسون (بالإنجليزية: David Jackson)‏ هو كاتب سيناريو ومخرج أمريكي، ولد في القرن العشرين.

## وصلات خارجية
- ديفيد جاكسون على موقع IMDb (الإنجليزية)
- ديفيد جاكسون على موقع ألو سيني (الفرنسية)
- ديفيد جاكسون على موقع قاعدة بيانات الأفلام السويدية (السويدية)
- ديفيد جاكسون على موقع قاعدة بيانات الفيلم (الإنجليزية)
- ديفيد جاكسون على موقع كينوبويسك (الروسية)